# از تاریکی نترس (فیلم ۲۰۱۱)
از تاریکی نترس فیلمی در ژانر فانتزی تاریک و ترسناک، محصول سال ۲۰۱۱ آمریکا است. کارگردانی فیلم را تروی نیکسی بر عهده داشته و بازیگرانی چون کیتی هلمز، گای پیرس و بیلی مدیسن در آن به ایفای نقش پرداخته‌اند. این فیلم بازسازی فیلم تلویزیونی به همین نام متعلق به ۱۹۷۳ است که از شبکه ABC پخش شده بود. بازیگران اصلی فیلم، کیتی هلمز، گای پیرس و بیلی مدیسن، به عنوان یک خانواده وارد عمارت قرن نوزدهمی رود آیلند می‌شوند جایی که دختر کوچک خانواده (سالی) موجودات بدخلق و ترسناکی را که از شومینه متروکه زیرزمین خانه بیرون می‌آیند، می‌بیند. جک تامپسون، آلن دیل، گری مک‌دونالد و جولیا بلیک نیز در نقش‌های مکمل بازی می‌کنند.

## داستان
داستان فیلم دربارهٔ دختربچه‌ای است که به همراه خانواده‌اش به خانه‌ای جدید نقل مکان می‌کند و در آنجا با موجودات ترسناکی که به دنبال دندان انسان‌ها هستند برخورد می‌کنند. این موجودات از نور فراری هستند و فقط در تاریکی فعالیت می‌کنند…

## پیوند
- از تاریکی نترس در بانک اطلاعات اینترنتی فیلم‌ها